# Tajvan az olimpiai játékokon
Tajvan először az 1932-es nyári olimpiai játékokon vett részt, a Kínai Köztársaság részeként, ami akkor még a teljes Kínát (a kontinentális Kínát Tajvannal együtt) jelentette. Miután az 1949-es kínai kommunista forradalmat követően megalakult a Kínai Népköztársaság, a továbbiakban 1976-ig Tajvan szerepelt Kínai Köztársaság néven kínai államként, önálló csapattal a játékokon, a szárazföldi Kína pedig kényszerűen távolmaradt. A Nemzetközi Olimpiai Bizottság 1979-ben felajánlotta, hogy mind a két állam vegyen részt a játékokon. A Kínai Népköztársaság „Kína” (China) illetve Tajvan „Kínai Tajpej” (angolul: Chinese Taipei) név alatt, amit egyaránt elfogadtak. Tajvan ezen a néven 1984-től van jelen a sportünnepeken.
A tajvani sportolók 36 érmet nyertek eddig a játékok során (ebből kettőt még a Kínai Köztársaság színeiben), legeredményesebb sportáguk a taekwondo. Tajvan még nem nyert érmet a téli olimpiákon.
A Tajvani Olimpiai Bizottság 1960-ban alakult meg, a NOB még ebben az évben felvette tagjai közé. A bizottság jelenlegi elnöke Thomas W. Tsai.

## Éremtáblázatok

### Érmek a nyári olimpiai játékokon
A Kínai Köztársaság színeiben
| Olimpia           | Arany          | Ezüst          | Bronz          | Összesen       |
| 1932, Los Angeles | 0              | 0              | 0              | 0              |
| 1936, Berlin      | 0              | 0              | 0              | 0              |
| 1948, London      | 0              | 0              | 0              | 0              |
| 1952, Helsinki    | nem vett részt | nem vett részt | nem vett részt | nem vett részt |
| 1956, Melbourne   | 0              | 0              | 0              | 0              |
| 1960, Róma        | 0              | 1              | 0              | 1              |
| 1964, Tokió       | 0              | 0              | 0              | 0              |
| 1968, Mexikóváros | 0              | 0              | 1              | 1              |
| 1972, München     | 0              | 0              | 0              | 0              |
| 1976, Montréal    | nem vett részt | nem vett részt | nem vett részt | nem vett részt |
| Összesen          | 0              | 1              | 1              | 2              |

Tajvan színeiben
| Olimpia              | Arany          | Ezüst          | Bronz          | Összesen       |
| 1980, Moszkva        | nem vett részt | nem vett részt | nem vett részt | nem vett részt |
| 1984, Los Angeles    | 0              | 0              | 1              | 1              |
| 1988, Szöul          | 0              | 0              | 0              | 0              |
| 1992, Barcelona      | 0              | 1              | 0              | 1              |
| 1996, Atlanta        | 0              | 1              | 0              | 1              |
| 2000, Sydney         | 0              | 1              | 4              | 5              |
| 2004, Athén          | 2              | 2              | 1              | 5              |
| 2008, Peking         | 1              | 1              | 2              | 4              |
| 2012, London         | 1              | 0              | 1              | 2              |
| 2016, Rio de Janeiro | 1              | 0              | 2              | 3              |
| 2020, Tokió          | 2              | 4              | 6              | 12             |
| 2024, Párizs         | 2              | 0              | 5              | 7              |
| Összesen             | 9              | 10             | 22             | 41             |

### Érmek a nyári olimpiai játékokon sportáganként
A Kínai Köztársaság színeiben
| A Kínai Köztársaság érmei a nyári olimpiai játékokon sportáganként | A Kínai Köztársaság érmei a nyári olimpiai játékokon sportáganként | A Kínai Köztársaság érmei a nyári olimpiai játékokon sportáganként | A Kínai Köztársaság érmei a nyári olimpiai játékokon sportáganként | Az olimpiai zászlaja |

| Sportág  | Arany | Ezüst | Bronz | Összesen |
| -------- | ----- | ----- | ----- | -------- |
| Atlétika | 0     | 1     | 1     | 2        |
| Összesen | 0     | 1     | 1     | 2        |

Tajvan színeiben
| Tajvan érmei a nyári olimpiai játékokon sportáganként | Tajvan érmei a nyári olimpiai játékokon sportáganként | Tajvan érmei a nyári olimpiai játékokon sportáganként | Tajvan érmei a nyári olimpiai játékokon sportáganként | Az olimpiai zászlaja |

| Sportág       | Arany | Ezüst | Bronz | Összesen |
| ------------- | ----- | ----- | ----- | -------- |
| Súlyemelés    | 4     | 2     | 5     | 11       |
| Taekwondo     | 2     | 1     | 6     | 9        |
| Tollaslabda   | 2     | 1     | 0     | 3        |
| Ökölvívás     | 1     | 0     | 3     | 4        |
| Íjászat       | 0     | 2     | 2     | 4        |
| Asztalitenisz | 0     | 1     | 2     | 3        |
| Torna         | 0     | 1     | 1     | 2        |
| Baseball      | 0     | 1     | 0     | 1        |
| Cselgáncs     | 0     | 1     | 0     | 1        |
| Golf          | 0     | 0     | 1     | 1        |
| Karate        | 0     | 0     | 1     | 1        |
| Sportlövészet | 0     | 0     | 1     | 1        |
| Összesen      | 9     | 10    | 22    | 41       |